# Trinidad Jiménez García-Herrera
Trinidad Jiménez García-Herrera (Màlaga, Andalusia, 4 de juny de 1962) és una política espanyola membre del PSOE. Ha estat Ministra d'Afers Exteriors i Cooperació (2010-2011) i de Sanitat i Política Social (2009-2010) d'Espanya.

## Biografia

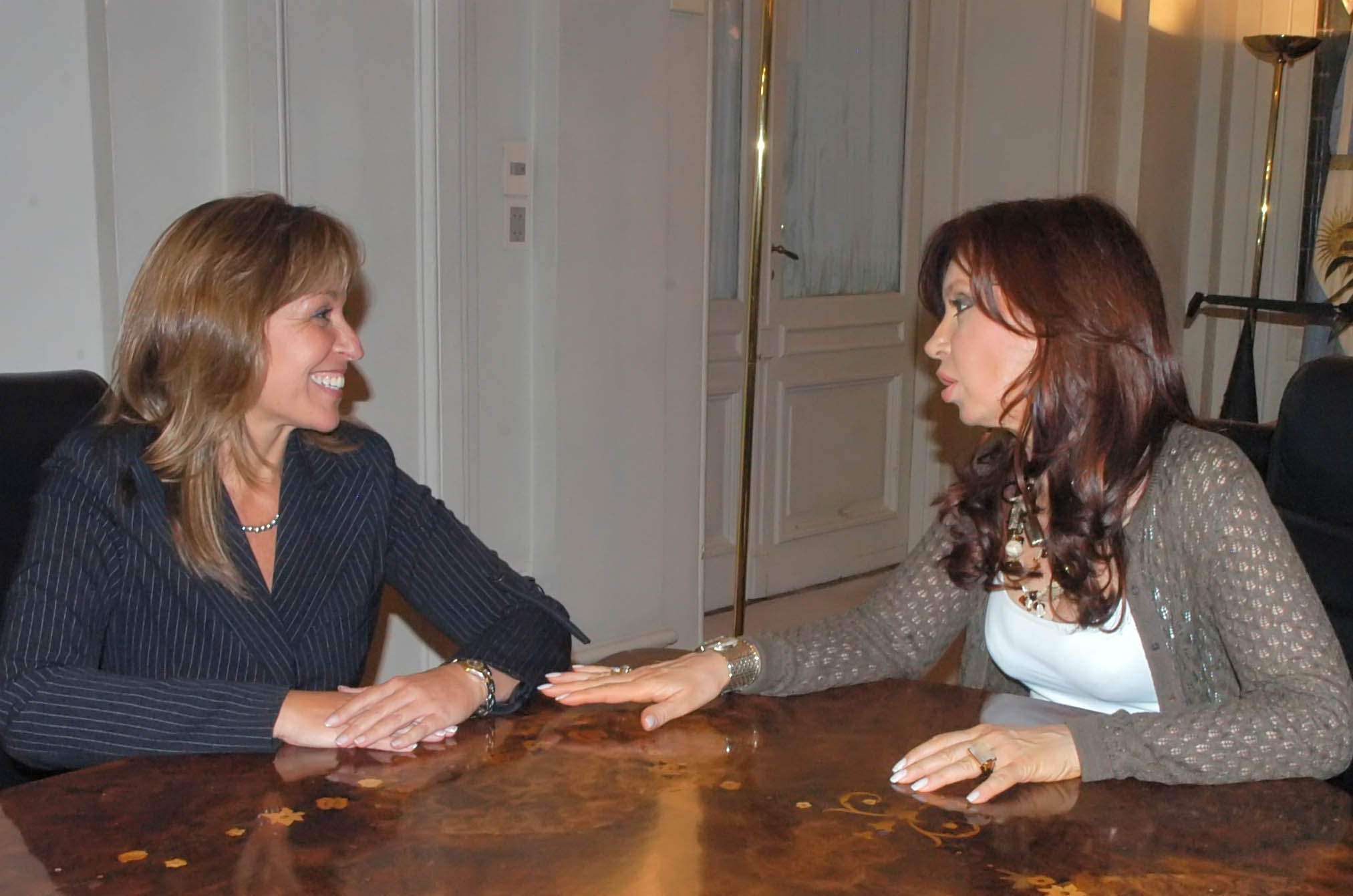
Trinidad Jiménez (esquerra) i la Primera Dama de l'Argentina, Cristina Fernández de Kirchner.

Nascuda a la ciutat de Màlaga, va arribar a Madrid a causa del trasllat del seu pare. Llicenciada en dret per la Universitat Autònoma de Madrid, molt aviat va ingressar a les Joventuts Socialistes, on va començar la seva carrera política. Va donar suport clar a la candidatura de José Luis Rodríguez Zapatero a la Secretaria General del PSOE, donada la seva vinculació al corrent Nova Via, dirigida pel mateix Zapatero. En ser escollit, Trinidad Jiménez va entrar a formar part de la Comissió Executiva Federal del PSOE com secretària de Relacions Internacionals.
Va ser la candidata socialista a l'ajuntament de Madrid en les eleccions municipals de 2003, però va ser superada en vots per Alberto Ruiz-Gallardón (PP). No obstant això, va obtenir el major nombre de regidors socialistes des que el PSOE havia estat desallotjat de l'ajuntament.
El seu nom va sonar com a futura ministra en el gabinet de José Luis Rodríguez Zapatero quan aquest va guanyar les eleccions de 2004, encara que va seguir sent regidora a l'ajuntament de Madrid fins al 6 de setembre de 2006, data en la qual el President la va proposar com Secretària d'Estat per a Iberoamèrica. En les eleccions generals de 2008 fou escollida diputada al Congrés dels Diputats per la província de Madrid, moment abandonant l'escó per esdevenir Secretària d'Estat per Iberoamèrica.
El 7 d'abril de 2009 assumí la cartera de Ministra de Sanitat i Política Social del Govern espanyol, en el marc de la remodelació del govern durant la segona legislatura de José Luis Rodríguez Zapatero, que abandonà l'octubre de 2010 després de fracassar la seva candidatura a les eleccions primàries del PSOE a l'alcaldia de Madrid per a assumir la cartera d'Afers Exteriors. Hi substituïa Miguel Ángel Moratinos i esdevenia la segona dona a ocupar el càrrec després d'Ana Palacio.